# Мен не ме мислете
„Мен не ме мислете“ е сериал на bTV, който се излъчва през пролетта на 2022 г. В него на фокус са поставени проблемите, емоциите и въпросите на съвременния човек.
Продуцент на сериала е bTV, а изпълнителен продуцент е „Междинна станция“. Сериалът е по лиценз на Телевизия Полска, а сценарият е адаптация на хитовия полски сериал O mnie się nie martw, част от платформата Нетфликс.

## Сезони
| Сезон | ТВ канал | Схема на излъчване                  | ТВ сезон      | Епизоди | Премиера    | Финал      | Времетраене |
| ----- | -------- | ----------------------------------- | ------------- | ------- | ----------- | ---------- | ----------- |
| 1     | bTV      | четвъртък и петък, 20:00 – 21:00 ч. | 2022 (пролет) | 26      | 24 февруари | 20 май     | 45 минути   |
| 2     | bTV      | четвъртък и петък, 20:00 – 21:00 ч. | 2022 (есен)   | 26      | 8 септември | 2 декември | 45 минути   |
| 3     | bTV      | петък, 21:00 – 22:00 ч.             | 2023 (пролет) | 13      | 24 февруари | 26 май     | 45 минути   |

## Актьорски състав
- Руши Видинлиев – Мартин Касимов
- Весела Бабинова – Яница Маркова
- Дария Симеонова – Ася Захариева
- Иван Юруков – Христо Марков
- Веселин Мезеклиев – Александър Касимов, бащата на Мартин
- Деян Ангелов – Тома Падалски
- Ирина Митева – Лора Цонева
- Любомира Башева – Ева Вълчева
- Владимир Люцканов – Виктор Захариев
- Димана Хиджитодорова – Елена Адамс
- Йоанна Торосян – Мария Маркова
- Диана Борисова – Татяна Вълчева
- Ненчо Костов – Ясен
- Александър Алексиев – Джон Адамс
- Снежана Макавеева – Магдалена Габровска
- Александра Димитрова – Богдана Захариева
- Пламен Димов – адв. Пламен Брезов
- Елена Замяркова – Силвия
- Кирил Недков – Антон
- София Бобчева – Ваня
- Гергана Кадиева – Ирена
- Каталин Старейшинска – Поли
- Мина Каукова – Дора
- Момчил Степанов – Борислав
- Иван Радоев
- Емил Емилов – Марио Ланджев
- Рада Кайрякова – Зара
- Радина Кърджилова – Калина[2]
- Кръстю Лафазанов – Росен, бащата на Яна[3]
- Михаела Филева – Изабел Костова, певица
- Владимир Зомбори – Мирослав Огнянов[4]
- Мария Вълдобрева – Лили Крумова
- Мартин Методиев